# Ed O'Brien
Edward John O'Brien, född 15 april 1968 i Oxford, är en brittisk musiker, främst känd som gitarrist i rockbandet Radiohead. 
2019 invaldes Ed O'Brien tillsammans med de andra medlemmarna i Radiohead i Rock and Roll Hall of Fame.
Ed O'Brien lanserar soloinspelningar under namnet EOB. Han arbetade tillsammans med instrumenttillverkaren Fender och designade gitarren EBO Stratocaster.

## Diskografi

### Studioalbum
- 2020 – Earth

### Singlar
- 2019 – "Santa Teresa"
- 2019 – "Brasil"
- 2020 – "Shangri-La"
- 2020 – "Olympik"
- 2020 – "Cloak of the Night"